# هلبية الذيل
هُلْبية الذيل (الاسم العلمي: Petrobius)، جنس حشرات قفازة من فصيلة الظنبوبيات. يقتصر وجود العديد من هذه الحشرات البدائية على السواحل الصخرية.

## الأنواع
- هلبية الذيل
- هلبية الذيل
- هلبية الذيل
- Petrobius calcaratus
- هلبية الذيل
- Petrobius maritimus
- هلبية الذيل
- هلبية الذيل
- هلبية الذيل